# Amalie Sieveking
Amalie Wilhelmine Sieveking (ur. 25 lipca 1794 w Hamburgu, zm. 1 kwietnia 1859 tamże) – niemiecka filantropka i aktywistka, która w Hamburgu założyła Weiblicher Verein für Armen und Krankenpflege, pierwszy w Niemczech Związek Kobiet ds. Opieki nad Ubogimi i Inwalidami; uważana za inicjatorkę nowoczesnej pracy socjalnej.

## Życiorys
Przyszła na świat jako córka hamburskiego senatora Heinricha Christiana Sievekinga (zm. 1809) i jego żony Caroline Louise z Volkmannów (zm. 1799). Została sierotą w wieku 15 lat i trafiła pod opiekę wuja. Zajmowała się m.in. chorą ciotką lub kuzynem. Od 1813 zajęła się edukacją siostrzenic Friedricha Gottlieba Klopstocka, przygotowując je do bierzmowania. Wykładała religię i przedmioty ogólnokształcące. Już w wieku 18 lat Amalie zdecydowała, że nie wyjdzie za mąż.
W 1816 wraz z 11 innymi kobietami założyła małą bezpłatną szkołę dla ubogich dziewcząt. Istniała do 1858. Wiele z uczennic zostało nauczycielkami w arystokratycznych rodzinach. W niedziele uczyła dziewczęta w przytułkach. Pracę pedagogiczną prowadziła do śmierci.
Po bierzmowaniu i śmierci brata zainteresowała się oświeceniem religijnym, które ogarnęło Niemcy. Znalazła się pod wpływem teologów takich jak Johann Hinrich Wichern, Johann Wilhelm Rautenberg i Matthias Claudius. Wpływ miał na nią szczególnie Rautenberg, który uczynił wspólnotę św. Grzegorza w Hamburgu centrum swojego ruchu. Zachęcił Amalie do działalności charytatywnej. Około 1819/1820 po lekturze m.in. O naśladowaniu Chrystusa mistyka Tomasza à Kempisa przeżyła nawrócenie.
W 1823 planowała założenie zakonu sióstr miłosiernych w ramach Kościoła ewangelickiego na wzór wincentynek. W 1824 poznała Johannesa Evangelistę Gossnera, którego twórczość wywarła na niej duże wrażenie.
Kiedy w 1831 w Hamburgu wybuchła epidemia cholery, zgłosiła się na ochotniczkę do pracy jako pielęgniarka w przytułkach. Zyskała uznanie i wkrótce stanęła na czele personelu pielęgniarskiego. W dniu 23 maja 1832 wraz z 12 innymi kobietami założyła Weiblicher Verein für Armen und Krankenpflege (Związek Kobiet ds. Opieki nad Ubogimi i Inwalidami), pierwsze w mieście stowarzyszenie dobroczynne, którego celem było niesienie pomocy materialnej i duchowej ubogim i chorym ludziom oraz ich rodzinom.
W 1840 założyła organizację Amalienstift, przy której działał szpital dziecięcy i przytułek dla ubogich. Organizacja zainspirowała powstanie innych o podobnym charakterze w całych Niemczech. W ciągu kolejnych 16 lat powstało 45 oddziałów towarzystwa. Organizacje umożliwiły kobietom z wyższych sfer pomoc potrzebującym jako formę diakonii bez konieczności mianowania na diakonisy.
W 1840 Sieveking odrzuciła propozycję objęcia stanowiska kierowniczki szpitala Bethanien w Berlinie.
W 1836 pod wpływem Sieveking, a dzięki działaniu pastora Theodora Fliednera i jego żony Friederike, powstał pierwszy protestancki szpital w Kaiserswerth. Przekształcił się w nowoczesny "zakład kształcenia ewangelickich pielęgniarek". W Kaiserwerth uczyła się m.in. Florence Nightingale, która poznała Sieveking prawdopodobnie podczas jej pobytu w Londynie. Do spotkania doszło dzięki przyjacielowi Amalie, Christianowi von Bunsenowi. Niemniej w 1837 Sieveking odrzuciła ofertę prowadzenia zakładu pielęgniarskiego, by skupić się na aktywności w Hamburgu. W 1848 Nightingale i Sieveking spotkały się w Hamburgu.
Sieveking interpretowała teksty biblijne – początkowo dla uczniów i uczennic – w sposób ogólnie zrozumiały i budujący. Anonimowo opublikowała traktaty pt. Betrachtungen (Obserwacje) i Beschäftigungen mit der heiligen Schrift (Rozważania na temat Pisma Świętego). Opisywała siebie jako "racjonalistyczną mistyczkę". Wpływ na nią miał August Hermann Francke.
Choć wspierała ludzi z nizin społecznych, nie okazała politycznego poparcia dla reformy klasowej. Sprzeciwiała się organizacjom filantropijnym w duchu międzywyznaniowym, obawiając się z ich strony konkurencji.
Żyła z senatorskiej emerytury i dwóch spadków. Po jej śmierci pracę kontynuowała jej przyjaciółka Elise Averdieck (1808–1907). 
Została pochowana na starym cmentarzu przy koścele św. Trójcy w Hamburg-Hamm, w mauzoleum rodzinnym zbudowanym przez jej kuzyna Karla Sieveking i zaprojektowanym przez architekta Alexisa de Châteauneufa.

## Upamiętnienie
Jest wspominana w luterańskim kalendarzu świętych w dniu rocznicy śmierci, 1 kwietnia.
Jej autobiografię, zatytułowaną Hanseatic Philanthropist, zrecenzowała poetka Sophie Schwab.
Jej imię nosi szpital Amalie Sieveking w Hamburgu-Volksdorf; dziś jest częścią Albertinen-Diakoniewerk w Hamburgu.
W Radebeul w Saksonii mieści dom starców oraz diakonat Amalie-Sieveking-Haus. Założone przez nią stowarzyszenie od 1978 funkcjonuje pod nazwą Fundacja Amalie Sieveking.